# Takasindu
Takasindu (Nepali टाक्सिन्धु) ist ein Dorf und ein Village Development Committee (VDC) im Distrikt Solukhumbu der Verwaltungszone Sagarmatha in Ost-Nepal.
Takasindu liegt im Hochhimalaya, 50 km südwestlich vom Mount Everest. Das VDC wird im Osten von den Flusstälern des Lumding Drangka und des Dudhkoshi begrenzt. Im Nordwesten bildet die Bergkette von Karyolung, Khatang und Numbur die Grenze. 
Im Westen verläuft die Gebietsgrenze entlang dem Dudhkundgletscher und dem Oberlauf des Solu Khola.

## Einwohner
Das VDC Takasindu hatte bei der Volkszählung 2011 2177 Einwohner (davon 1065 männlich) in 510 Haushalten.

## Dörfer und Weiler
Takasindu besteht aus mehreren Dörfern und Weilern. 
Die wichtigsten sind:
- Nunthala (2240 m ⊙)
- Ringmo (2790 m ⊙)
- Takasindu (2890 m ⊙)